# Hierochloe mexicana
Hierochloe mexicana är en gräsart som först beskrevs av Eugène Pierre Nicolas Fournier, och fick sitt nu gällande namn av Albert Spear Hitchcock. Hierochloe mexicana ingår i släktet Hierochloe och familjen gräs. Inga underarter finns listade i Catalogue of Life.